# Hypsiboas heilprini
Hypsiboas heilprini är en groddjursart som först beskrevs av Noble 1923.  Hypsiboas heilprini ingår i släktet Hypsiboas och familjen lövgrodor. IUCN kategoriserar arten globalt som sårbar. Inga underarter finns listade i Catalogue of Life.